# 클린트 홈스
클린트 홈스(Clint Holmes, 1946년 5월 9일 ~ )는 영국에서 출생한 미국 테너 성악가이며 싱어송라이터이다.

## 생애
그는 영국 잉글랜드 도싯주 본머스에서 미국인 아버지와 영국인 어머니 사이에서 출생하였고 어렸을 때 가족과 함께 미국으로 건너갔다.
1970년 테너 성악가 첫 데뷔하였고 1973년 대중가수로 데뷔하였다.

## 유명세
그는 보통적으로 대한민국 국내에서는 《Playground in my mind》라는 곡을 불러 히트한 가수로 널리 잘 알려져 있다.